# Ferrari Pinin
La Ferrari Pinin est un prototype de limousine du constructeur italien Ferrari fabriqué en 1980. Comme l'explique dans une interview l'ingénieur Mauro Forghieri : "Ce fut principalement l'idée de Pininfarina qui voulait convaincre le commendatore Enzo Ferrari qu'une quatre portes serait pour Ferrari une solution idéale pour vendre des voitures éternellement". 

## Historique
Il existe deux versions complètement différentes pour expliquer l'origine de sa conception :
- Carrosserie Farina : fondée en 1930 et devenue depuis Pininfarina, l'entreprise veut frapper un grand coup pour fêter ses cinquante ans. Au salon de Turin 1980, elle présente un prototype de Ferrari à quatre portes avec l'accord d'Enzo Ferrari. Ce concept car est conçu sur un châssis de Ferrari 400 GT et est doté à l'avant d'un moteur de 12-cylindres à plat non fonctionnel[2]. Les vitres sont fumées.
- Enzo Ferrari : à la fin des années 1970, celui-ci veut investir le marché américain. Il a déjà accepté de mettre une boîte automatique GM sur la 400 et se demande pourquoi ne pas produire une berline comme Aston Martin et Maserati. Il envoie Pininfarina comme poisson-pilote. Les 50 ans de la création de la firme sont un excellent prétexte à cette création. Par la suite, Enzo se ravise et refuse de la produire en série, car Ferrari ne construit que des GT et des supercars, mais pas de berlines.

L'accueil de la Pinin est positif. Mais après l'étude d'industrialisation, Enzo Ferrari réalise qu'en termes de qualité et de fiabilité, il semblerait ridicule face aux autres berlines prestigieuses. 

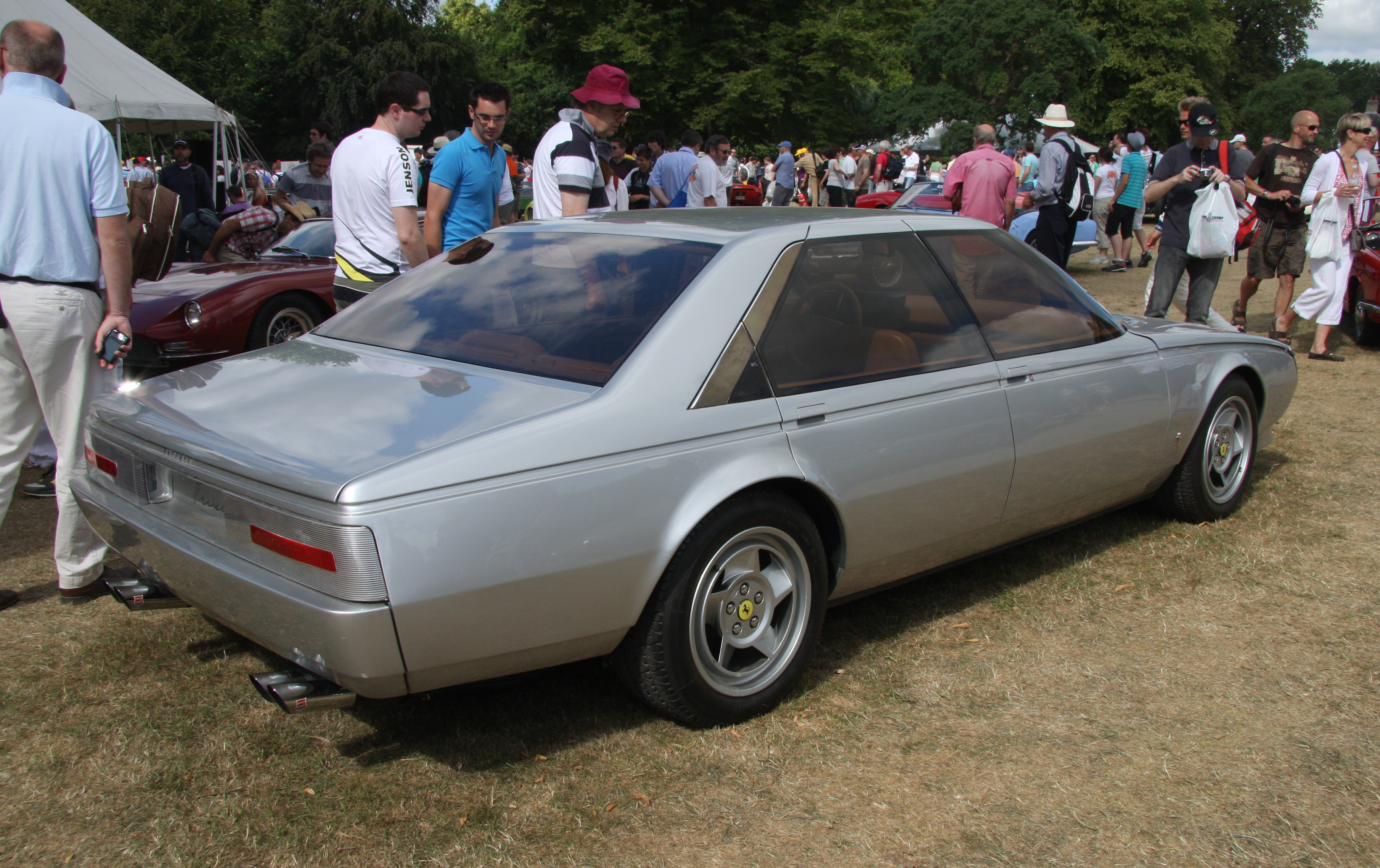
Arrière de la Ferrari Pinin.

## Héritage
La Ferrari Pinin est restée un exemplaire unique. Elle a été vendue aux enchères en 2008 pour 176 000 euros alors qu'elle n'est toujours qu'un concept car non roulant. En mars 2010, la voiture fait ses premiers tour de roues grâce aux efforts de l'ingénieur italien Mauro Forghieri qui l'a dotée du 12-cylindres à plat de 5 L de la Ferrari 512 BB. En juillet 2015, la Pinin, exposée au Musée Ferrari de Maranello, est en vente sur le site américain Hemmings.com pour 830 000 dollars.
Pininfarina a réutilisé sa nervure latérale, que l'on retrouve sur l'Alfa Romeo 164 ou les Peugeot 405 et 605.